# Der blaue Engel
Der blaue Engel (literalment en català, "L'àngel blau") és una pel·lícula alemanya de 1930 dirigida per Josef von Sternberg a Berlín. Està basada en la novel·la de Heinrich Mann Professor Unrat.
Aquesta pel·lícula és considerada com el primer film sonor important fet a Alemanya. Portà a la seva actriu protagonista Marlene Dietrich a la celebritat. A més va fer conèixer la cançó de Friedrich Hollaender Ich bin von Kopf bis Fuß auf Liebe eingestellt (popularitzada més tard en anglès com Falling in Love Again).

## Repartiment
- Emil Jannings: Prof. Emmanuel Rath
- Marlene Dietrich: Lola Lola
- Kurt Gerron: Kiepert
- Rosa Valetti: Guste
- Hans Albers: Mazeppa
- Reinhold Bernt: El pallasso
- Eduard von Winterstein: Director de l'escola
- Hans Roth
- Rolf Müller
- Roland Varno
- Carl Balhaus
- Robert Klein-Lörk

## Comentaris
Von Sternberg va dir que la història era la "caiguda d'un home enamorat". Alguns crítics veuen el film una al·legoria de l'Alemanya de pre-guerra, però Sternberg va deixar clar que no volia fer una pel·lícula política.